# Wahlen in Myanmar 2010
Die Wahlen in Myanmar (Birma) fanden am 7. November 2010 statt und waren die ersten Wahlen seit 20 Jahren. Die Wahlen waren der fünfte Schritt des Sieben-Punkte-Programms der Regierung zur „disziplinierten Demokratie“ vom 30. August 2003.
Gewählt wurden Vertreter für das Unterhaus (Pyithu Hluttaw), das Oberhaus (Amyotha Hluttaw) sowie die Parlamente der Provinzen und Unionsstaaten. Im Vorfeld der Wahlen beklagt die Opposition Behinderungen und Manipulationen. Nach Ansicht der Vereinten Nationen und verschiedener Menschenrechtsorganisationen war die Wahl nicht frei oder fair. Internationale Wahlbeobachter waren nicht zugelassen.

## Voraussetzungen
Am 14. September 2010 wurde die Nationale Liga für Demokratie von der myanmarischen Wahlkommission aufgelöst, nachdem erstere auf eine erneute Registrierung für die Wahlen verzichtete. Die neue Partei Nationale Demokratische Kraft wurde von einigen ehemaligen Mitgliedern der Nationalen Liga für Demokratie gegründet, die sich weigerten, den Boykott zu befolgen, und aus der Nationalen Liga für Demokratie ausgetreten waren. Die offiziellen Medien warnten die Leute, dass die Regierung des Militärs fortgesetzt würde, sollten sie der Wahl fernbleiben, damit sie scheitert. Die Leiter der NDK hoben hervor, dass durch die Wahl ein Schritt vorwärts zur Demokratie gemacht wird und haben den Boykott als nicht praktisches Mittel bezeichnet. Die Partei der nationalen Einheit (National Unity Party) wurde auf der Grundlage der ehemaligen Partei des sozialistischen Programms Myanmars von U Ne Win durch viele ihrer jeweiligen Mitglieder neu organisiert.
Jeder Kandidat musste für seine Registrierung 500.000 Kyat (etwa 390 Euro) bezahlen, eine sehr hohe Summe, der monatliche Mindestlohn liegt bei unter 25 Euro. Die im März 2010 veröffentlichten Wahlgesetze bestimmten, dass niemand, der in Haft oder Arrest ist, an der Wahl teilnehmen darf. Damit konnten etliche Oppositionelle nicht an der Wahl teilnehmen, darunter die Vorsitzende der Nationalen Liga für Demokratie, Aung San Suu Kyi. Teile der Opposition riefen zum Boykott der Wahl auf.

## Wahlen
29 Millionen Wahlberechtigte wurden registriert, um 440 Parlamentssitze im Unterhaus (Pyithu Hluttaw) des Parlaments zu wählen. Davon wurden 110 Sitze für Vertreter des Militärs reserviert. Insgesamt standen 3.071 Kandidaten aus 37 Parteien zur Wahl, davon 82 Unabhängige, wobei viele Parteien vom Militär selbst gegründet wurden. Während der Wahlen wurden 60 000 Wahllokale geöffnet. Die von der Militärjunta gestützte Union Solidarity and Development Party stellte 1.100 Kandidaten, die militärnahe Partei der nationalen Einheit 990 und die oppositionelle Nationale Demokratische Kraft 163.
In einigen Bezirken Myanmars, in denen die Rebellen eine starke Position haben, wurde nicht gewählt, womit etwa zwei Prozent der Wahlberechtigten von der Wahl ausgeschlossen wurden. Die Sprecherin des chinesischen Außenministeriums, Hong Lei, sagte, dass das erfolgreiche Durchführen der Wahlen nicht nur den Interessen des myanmarischen Volkes entspreche, sondern auch den Frieden und Aufschwung in der Region fördern werde.
Die Wahlen verliefen ohne größere Zwischenfälle. Die Polizei zeigte in Rangun deutliche Präsenz. Als Wahlbeobachter nahmen ausschließlich asiatische Diplomaten teil, zum Beispiel der Botschafter der Demokratischen Volksrepublik Korea. Es wurde zudem ein neunzigtägiger Ausnahmezustand ausgerufen. Der amtierende Außenminister U Nyan Win wurde in einem der Parlamente der Provinzen und Unionsstaaten gewählt.
Einige Wahllokale durften von unabhängigen Aktivisten beobachtet werden. Einige Staatsangestellte und Militärangehörige berichteten, dass sie zur Stimmabgabe für die USDP gezwungen wurden und dass Wahlurnen schon am frühen Morgen gefüllt waren.

## Ergebnisse
Die Militärjunta gab am 9. November 2010 erste Ergebnisse bekannt. Danach erhielt die Partei Union Solidaritäts- und Entwicklungspartei 80 Prozent der Sitze. Die beiden Oppositionsparteien Nationale Demokratische Kraft sowie Demokratische Partei räumten ihre Niederlage ein und kritisierten Unregelmäßigkeiten bei den Wahlen. Die Wahlbeteiligung wird auf etwa 60 Prozent geschätzt.
- Union Solidarity and Development Party: 259
- Shan Nationalities Democratic P.: 18
- Partei der nationalen Einheit: 12
- Rakhine Nationalities Development Party: 9
- Sonst.: 27

- Union Solidarity and Development Party: 129
- Rakhine Nationalities Development Party: 7
- Partei der nationalen Einheit: 5
- Shan Nationalities Democratic Party: 3
- Sonst.: 24

Xinhua berichtete am 17. November 2010 folgende endgültige Ergebnisse:
| Name der Liste                          | Abgeordnete, Unterhaus | Abgeordnete, Oberhaus | Abgeordnete, Parlamente der Provinzen und Unionsstaaten |
| --------------------------------------- | ---------------------- | --------------------- | ------------------------------------------------------- |
| Union Solidarity and Development Party  | 259                    | 129                   | 495                                                     |
| Partei der nationalen Einheit           | 12                     | 5                     | 46                                                      |
| Shan Nationalities Democratic Party     | 18                     | 3                     | 36                                                      |
| Rakhine Nationalities Development Party | 9                      | 7                     | 19                                                      |
| andere Parteien                         | 27                     | 24                    | 65                                                      |
| Gesamt                                  | 325                    | 168                   | 661                                                     |

Die National Democratic Force und die All Mon Region Democracy Party haben jeweils insgesamt 16 ausgewählte Abgeordnete in den drei Häusern.

## Nachwirkungen
Am Tag nach den Wahlen kam es in Ostbirma zu heftigen Gefechten des Militärs mit Aufständischen der Karen-Minorität. Es gab Kämpfe in der Grenzstadt zu Thailand, Myawaddy, bei der mehrere Menschen verletzt und getötet wurden. Über 10.000 flüchteten über die Grenze. Bereits am Wahltag haben 300 Rebellen in Myawaddy gegen die Wahlen protestiert sowie die Post und eine Polizeistation besetzt. Organisationen der ethnischen Minderheiten, die rund 40 Prozent der Bevölkerung ausmachen, hatten vor den Wahlen vor einem Bürgerkrieg gewarnt. In 3.400 Ortschaften in überwiegend von ethnischen Minderheiten bewohnten Gegenden konnten nach Schätzungen 1,5 Millionen Menschen nicht von ihrem Wahlrecht Gebrauch machen, nachdem die Wahlen dort abgesagt wurden.
Am 4. Februar 2011 wurde der ehemalige General und Ministerpräsident Thein Sein vom Parlament zum neuen Staatspräsidenten gewählt. Mit ihm stand erstmals seit 1962 wieder ein Zivilist dem Staat vor. Unter Thein Sein beschleunigte die myanmarische Regierung ihren Reformkurs, politische Gefangenen wurden freigelassen und die Staatsführung suchte den Dialog mit der Oppositionsführerin Aung San Suu Kyi.
Am 1. April 2012 fanden Nachwahlen zu beiden Parlamentskammern statt, in denen 45 vakante Parlamentssitze neu besetzt wurden. Zu diesen Nachwahlen wurde die Nationale Liga für Demokratie wieder zugelassen, Aung San Suu Kyi kandidierte erfolgreich für ein Mandat. Diese Nachwahlen bildeten einen symbolischen Höhepunkt des durch die Parlamentswahlen von 2010 eingeleiteten Demokratisierungsprozess, von dem sich die Staatsführung Myanmars eine Normalisierung ihrer Beziehungen mit den westlichen Industrienationen verspricht.